# Анастасия Бакърджиева
Анастасия Димитрова Бакърджиева е българска кино актриса.

## Биография
Родена е на 9 септември 1932 година и умира на 7 юни 2025 г. Освен кино актриса, тя работи като помощник-режисьор в Народния театър „Иван Вазов“ над 20 години.
Анастасия е от първите обучавали се в две годишен кино курс към зараждащата се през 60-те години на 20-ти век театрална и филмова академия, сегашния НАТФИЗ. Един от преподавателите ѝ е Стефан Сърчаджиев, който я кани за прослушване за ролята на Росица в лентата „Хитър Петър“. Впоследствие тя изиграва възлюбената на Хитър Петър-Калинка.

### Личен живот
Анастасия Бакърджиева по време на снимките на Хитър Петър се залюбва с режисьора на филма Стефан Сърчаджиев (1912 – 1965). Женят се седем години по-късно и имат син Стефан Сърчаджиев – Съра, чието раждане бащата не дочаква – почива няколко шест месеца по-рано. Полубратя на Съра са Йосиф Сърчаджиев, Богдан Сърчаджиев – Бондо и художникът Николай Сърчаджиев.
През 1972 г. Анастасия Бакърджиева се омъжва за колегата си Сава Хашъмов (1940 – 2012), от когото има син Николай Хашъмов.

## Филмография
| Филм           | Филм             | Филм              | Филм                                           | Филм   | Филм |
| Заглавие       | Сценарист        | Режисьор          | Роля                                           | Година |      |
| -------------- | ---------------- | ----------------- | ---------------------------------------------- | ------ | ---- |
| Призори        | Кирил Войнов     | Димитър Петров    | Дафина                                         | 1960   |      |
| Хитър Петър    | Петър Незнакомов | Стефан Сърчаджиев | Калинка, племенница на ханджията хаджи Костаки | 1960   |      |
| Царска милост  | Камен Зидаров    | Стефан Сърчаджиев | Вера Радионова                                 | 1961   |      |
| Капитанът      | Анастас Павлов   | Димитър Петров    | Дружинната                                     | 1963   |      |
| Тринадесет дни | Лозан Стрелков   | Стефан Сърчаджиев | Ирина Бъчварова                                | 1964   |      |